# Curt Gielow
Curt Gielow (* 18. März 1954 in Evansville, Indiana) ist ein US-amerikanischer Politiker im US-Bundesstaat Wisconsin. Von 2002 bis 2006 war er Abgeordneter in der Wisconsin State Assembly, seit 2010 ist er Bürgermeister der Kleinstadt Mequon.

## Lebenslauf
Curt Gielow wurde 1954 in Evansville, Indiana geboren. 1963 erwarb er den Bachelor of Science am St. Louis College of Pharmacy, 1968 wurde er Master für Verwaltung im Gesundheitswesen an der Washington University in St. Louis. Er arbeitete viele Jahre im Gesundheitswesen und als selbständiger Geschäftsmann. Gielow, der Ende der 1980er-Jahre nach Mequon kam, beschloss 1996 sich um ein politisches Amt zu bemühen. 1997 wurde er in den Stadtrat von Mequon gewählt. Er diente bis 2003 als Alderman im Rat, davon zwei Jahre als dessen Präsident.
2002 bewarb sich Gielow im 23. Wahldistrikt um den Sitz in der Wisconsin State Assembly, dem Unterhaus des Parlaments von Wisconsin. Er gewann die Wahl als Kandidat der Republikaner und wurde auch 2004 wiedergewählt. Als Abgeordneter war er in verschiedenen, vorwiegend das Gesundheitswesen betreffenden, Ausschüssen tätig. Nach zwei Amtszeiten entschloss sich Gielow 2006, nicht mehr zu kandidieren.
Im Jahr 2010 bewarb sich er um das Bürgermeisteramt in Mequon. Er gewann die Wahl und wurde Nachfolger der langjährigen Bürgermeisterin Christine Nuernburg, die nach zwölf Jahren nicht mehr antrat. Im Gegensatz zu seiner Vorgängerin will er einen wirtschaftsfreundlicheren Kurs einschlagen.